# کلوپیدوگرل
کلوپیدوگرل (به انگلیسی: Clopidogrel)
رده درمانی: عوامل ضدانعقاد خون .
اشکال دارویی: قرص

## موارد مصرف
پیشگیری از بروز حوادث ترومبوآمبولیک عروقی مانند سکته قلبی یا سکته مغزی، بیماری‌های عروق محیطی .
حداکثر دوز مصرفی در بزرگسالان یک قرص ۷۵ میلی گرم در روز

## مکانیسم اثر
رسپتورهای پورینی دارای ساب تایپ‌های مختلفی هستند ساب تایب p2y12 کارش مهارآدنیلیل سیکلاز است و باعث کاهش CAMPو در نتیجه تجمع پلاکتی می‌شود
کلوپیدوگرل (پلاویکس)و ساختارهای مشابه آن مثل تیکلوپیدین و پراسوگرل با مهاررسپتورهای p2y12 مانع از تجمع پلاکتها می‌شوند
عوارض خاصی ندارد

## تداخل
با داروهای رقیق کننده خون مانند وارفارین و آسپرین تداخل دارد .
همچنین با دارو های ppi مانند امپرازول و اس امپرازول نیز تداخل دارد